# Andrea Maccoppi
Andrea Maccoppi (Milano, 22 gennaio 1987) è un calciatore italiano, centrocampista del Lugano II.

## Biografia
È figlio di Stefano Maccoppi, difensore che ha giocato in Serie A negli anni ottanta e novanta con Como, Bari e Piacenza.

## Caratteristiche tecniche
Fisicamente esile, gioca come centrocampista centrale con compiti prevalentemente di regista.

## Carriera
Inizia nelle giovanili della Sampdoria (dove è allenato dal padre) e poi in quelle del Piacenza, con cui esordisce in Serie B l'11 giugno 2005 sul campo dell'Hellas Verona. Colleziona un'ulteriore presenza nel campionato 2005-2006, prima di essere ceduto in prestito dapprima al Lecco, nel campionato 2006-2007, e poi al Varese l'anno successivo. Nel gennaio 2008 rientra a Piacenza, con cui scende in campo all'ultima giornata contro il Mantova.
Nell'estate 2008 passa in prestito al Pizzighettone, nuovamente in Serie C2, venendo impiegato con continuità. Tornato ancora al Piacenza, viene messo fuori rosa da Massimo Ficcadenti fino alla scadenza del contratto, dato che la società non intendeva confermarlo. Lascia quindi Piacenza e dopo un periodo di prova firma per il Locarno, squadra partecipante alla Challenge League svizzera nella quale gioca per due campionati, indossando anche la fascia di capitano.
Nel 2012 si trasferisce al Vaduz, anch'essa partecipante al campionato svizzero. Con la squadra della capitale conquista la Coppa del Liechtenstein nel 2013 e la promozione in Super League l'anno successivo. L'esperienza è condizionata da un serio infortunio ai legamenti del ginocchio, che lascia Maccoppi a lungo ai margini della prima squadra. Nel giugno 2014 viene ingaggiato dal Chiasso, allenato dall'ex nazionale Gianluca Zambrotta e militante anch'esso in Challenge League.
Per la stagione 2016-2017 viene ingaggaiato dal Losanna neopromosso in Super League dove rimane per due stagioni.
Dopo la retrocessione del Losanna in Challenge League, nel luglio 2018 passa al Servette nella stessa categoria dove contribuisce alla promozione in Super League 2019-2020.
Nell'estate del 2020 torna, in prestito, al Chiasso, militante in Challenge League.
Ad agosto 2022 firma un contratto di un anno con il Lugano II,  militante in 1ª Lega. Al termine, della stagione conclusasi con la promozione in Promotion League, firma un rinnovo di un altro anno.

## Palmarès

### Club

#### Competizioni nazionali
- Coppa del Liechtenstein: 2

Vaduz: 2012-2013, 2013-2014
- Challenge League: 2

Vaduz: 2013-2014
Servette: 2018-2019